# Маулана
Мавлана (араб. مولانا — покровитель, захисник) — поширений у центральній та південній Азії ісламський релігійний титул, який вживається перед власним ім'ям.

## Етимологія
Слово мавлана, у множині — мавлаві, має багато різних значень, серед них — друг, пан, господар, помічник, захисник, добродій, сусід, подорожній, нащадок. У Корані слово мауле у значенні «Господь», «заступник» вживається стосовно до Аллаха.